# Stara Brezovica
Pour les articles homonymes, voir Brezovica.
Stara Brezovica (en serbe cyrillique : Стара Брезовица) est un village de Serbie situé sur le territoire de la Ville de Vranje, district de Pčinja. Au recensement de 2011, il comptait 57 habitants.
Stara Brezovica est également connu sous le nom de Brezovica.

## Démographie
| 1948 | 1953 | 1961 | 1971 | 1981 | 1991 | 2002 | 2011 |
| ---- | ---- | ---- | ---- | ---- | ---- | ---- | ---- |
| 497  | 504  | 513  | 375  | 238  | 136  | 89   | 57   |

|  |